# 陳瑞振
陳瑞振（1975年9月23日—），臺灣棒球運動員，職棒生涯皆效力於中華職棒兄弟象，為「二代象」成員，守備位置二壘手、游擊手。2009年11月5日轉任教練，曾經擔任該隊總教練，選手時期過去以守優於攻出名，但已達成1,000支安打的紀錄，是中華職棒千安紀錄的選手中全壘打最少的球員。

## 經歷
- 嘉義縣朴子國小少棒隊
- 台中市太平國小少棒隊（威廉波特國手）
- 屏東縣美和中學青少棒隊
- 屏東縣美和中學青棒隊
- 台灣電力棒球隊
- 陸光棒球隊
- 中華職棒兄弟象（1998年－2009年11月5日）
- 中華職棒兄弟象總教練（2009年11月5日－2013年3月18日）
- 中華職棒兄弟象二軍教練兼球探（2013年3月18日－2014年6月13日[1]）
- 屏東縣美和中學總教練（2014年7月－2018年8月）
- 屏東縣美和科技大學教練（2014年－2015年）
- CPBL TV中華職棒二軍賽事球評（2016年3月－2018年）
- 新竹縣私立仰德高級中學客座教練（2018年9月）
- 屏東縣美和科技大學棒球教練（2018年－2019年）
- 中國棒球聯賽江蘇鉅馬總教練（2019年－2020年）
- 嘉義縣國立東石高級中學打擊教練兼守備教練（2020年）
- 中華職棒富邦悍將二軍首席教練(2021年)
- 香港棒球代表隊客席教練（2022年3月~5月）
- 中華職棒樂天桃猿二軍客座教練（2022年8月－12月）
- 中華職棒樂天桃猿二軍總教練（2023年）
- 中華職棒樂天桃猿一軍首席教練（2024年）
- 中華職棒樂天桃猿守備統籌教練（2025年－）

## 執教時期
2009年11月5日，在職棒假球事件爆發後，總教練中込伸被司法調查而去職，陳瑞振在11月6日臨危受命接任兄弟象隊總教練。上任後注重球隊守備，於2010年帶領兄弟奪得總冠軍，然其過於嚴厲之執教方式亦引發爭議，如曾經動手毆打守備失誤的黃仕豪。2013年季前兄弟象宣布撤換總教練，陳瑞振自此到二軍擔任守備教練兼球探，並於2014年季中離隊。
2014年7月任職美和中學棒球隊總教練，2018年8月31日因個人生涯規劃正式請辭，離開執教四年的美和高中棒球隊。10月26日受訪表示在呂文生的邀請下將至中國大陸江蘇天馬隊執教。11月5日呂在江蘇報到上任。
2021年接任富邦悍將二軍首席教練。
2022年3月至5月應香港棒球總會邀請，到香港擔任香港棒球代表隊的客席教練，以備戰杭州亞運。
2023年接任樂天桃猿二軍總教練。

## 職棒生涯成績

### 球員時期
| 年度   | 球隊   | 出賽 | 打數 | 安打 | 全壘打 | 打點 | 盜壘 | 四死 | 三振 | 壘打數 | 雙殺打 | 打擊率 |
| ------ | ------ | ---- | ---- | ---- | ------ | ---- | ---- | ---- | ---- | ------ | ------ | ------ |
| 1998年 | 兄弟象 | 101  | 343  | 89   | 2      | 37   | 8    | 33   | 44   | 111    | 5      | .259   |
| 1999年 | 兄弟象 | 69   | 260  | 74   | 0      | 17   | 19   | 25   | 27   | 91     | 2      | .285   |
| 2000年 | 兄弟象 | 85   | 333  | 91   | 0      | 27   | 13   | 46   | 34   | 111    | 8      | .273   |
| 2001年 | 兄弟象 | 81   | 319  | 95   | 1      | 40   | 14   | 38   | 39   | 117    | 7      | .298   |
| 2002年 | 兄弟象 | 86   | 305  | 67   | 1      | 29   | 4    | 40   | 37   | 83     | 7      | .222   |
| 2003年 | 兄弟象 | 94   | 346  | 95   | 1      | 36   | 7    | 59   | 39   | 115    | 13     | .274   |
| 2004年 | 兄弟象 | 90   | 319  | 97   | 2      | 44   | 7    | 31   | 50   | 116    | 12     | .304   |
| 2005年 | 兄弟象 | 94   | 336  | 86   | 2      | 34   | 3    | 38   | 42   | 102    | 8      | .256   |
| 2006年 | 兄弟象 | 78   | 281  | 87   | 0      | 27   | 0    | 22   | 34   | 101    | 8      | .310   |
| 2007年 | 兄弟象 | 77   | 283  | 91   | 1      | 39   | 0    | 24   | 27   | 107    | 15     | .322   |
| 2008年 | 兄弟象 | 76   | 262  | 70   | 0      | 28   | 3    | 26   | 32   | 78     | 12     | .267   |
| 2009年 | 兄弟象 | 86   | 275  | 92   | 1      | 41   | 2    | 17   | 26   | 109    | 9      | .335   |
| 合計   | 12年   | 1018 | 3663 | 1034 | 11     | 399  | 80   | 399  | 451  | 1242   | 106    | .282   |

### 教練時期
```
:{|border=1
```

|-style="background:YELLOW" align=middle
!年度!!球隊!!執教場數!!勝場!!敗場!!和局!!勝率!!備註
|- align=center
|2010年||兄弟象||118||60||56||2||.517||下半季冠軍、年度總冠軍
|- align=center
|2011年||兄弟象||120||60||60||0||.500|| 
|- align=center
|2012年||兄弟象||120||60||58||2||.508|| 
|- align=center style="color:black; background-color:yellow"
|合計||3年||358||180||174||4||.508|| 
|}

### 特殊事蹟
- 2009年7月16日於花蓮棒球場出戰興農牛，四局上從林英傑手中擊出職棒生涯千安，中華職棒第九人達成此紀錄。
- 2009年8月1日於新莊棒球場出戰興農牛，三局下從吳政憲手中擊出職棒生涯第1,010支安打，超越王光輝正式成為象隊隊史安打最多選手。[註 1]
- 2009年8月20日於新竹棒球場，對戰興農牛，七局下代打劉耿欣上場，為生涯第1,000場出賽。
- 2011年8月12日在新莊棒球場率領兄弟象對戰興農牛，最終球隊以8比2贏球，拿下總教練執教的第100場勝利。
- 2012年7月5日在新莊棒球場率領兄弟象對戰興農牛，球隊以6比5拿下勝利，拿下總教練職教的第150場勝利。

## 爭議與其它
- 2010年8月20日，在新莊棒球場迎戰統一獅隊，5局上黃仕豪連續發生兩次失誤，被換下場時，在休息室摔手套與椅子，引起時任兄弟象總教練陳瑞振的不滿，出手毆打黃仕豪，造成下巴受傷，送醫縫了六針。[8]經新聞報導，陳瑞振第一時間否認此事，指稱是黃仕豪自己摔椅子，椅子反彈擊傷下巴。但隔天又發表聲明，承認有此事並公開道歉。之後陳瑞振遭聯盟禁賽兩場並罰款五萬，是中華職棒史上第一位因為毆打球員而遭禁賽的總教練。
- 2011年3月31日對戰統一7-ELEVEn獅隊，獅隊後援投手高建三賽後對著象隊的休息室振奮揮臂，引發象隊球員不滿，兩隊爆發衝突，陳瑞振上前理論，疑似推擠獅隊總教練呂文生。
- 2011年4月5日，象猿之戰，陳瑞振由於不滿對手領先還執行盜壘戰術，故授意投手黃佳明對桃猿隊投出故意觸身球。過程中，第一球並未投中，而引起主審裁判注意，裁判便對雙方教練提出告誡，希望雙方自制，但比賽繼續進行後，黃佳明第三球仍舊投出觸身球，從而形成兩隊之間的火爆衝突。

## 外部連結
- 陳瑞振在台灣棒球維基館上的頁面（繁體中文）
- 陳瑞振在中華職棒官網
- 陳瑞振在Baseball-Reference.com（小聯盟以及海外聯盟）（英语）

| 獎項          | 獎項                                    | 獎項          |
| ------------- | --------------------------------------- | ------------- |
| 前任： 黃忠義 | 中華職棒金手套獎(二壘手) 1999年－2000年 | 繼任： 羅國璋 |
| 前任： 許聖杰 | 中華職棒金手套獎(游擊手) 2002年－2003年 | 繼任： 鄭昌明 |
| 前任： 呂文生 | 中華職棒最佳總教練 2010年               | 繼任： 呂文生 |

| 體育角色           | 體育角色                                    | 體育角色      |
| ------------------ | ------------------------------------------- | ------------- |
| 中華職業棒球大聯盟 |                                             |               |
| 前任： 中込伸      | 兄弟象隊總教練 2009年11月5日－2013年3月18日 | 繼任： 謝長亨 |